# Pseudohyparpalus angustipennis
Pseudohyparpalus angustipennis is een keversoort uit de familie van de loopkevers (Carabidae). De wetenschappelijke naam van de soort is voor het eerst geldig gepubliceerd in 1876 door Putzeys In Chaudoir.